# 孔塔克特角
孔塔克特角（英語：Contact Point）是南極洲的海岬，位於特里尼蒂半島，處於謝潑德角以西的霍普灣北部，由瑞典探險隊繪入地圖，現時由南極條約體系管理。